# Wetzikon TG
| TG ist das Kürzel für den Kanton Thurgau in der Schweiz. Es wird verwendet, um Verwechslungen mit anderen Einträgen des Namens Wetzikon zu vermeiden. |

Wetzikon (im einheimischen Dialekt [ˈʋetsikxə]) ist eine Ortschaft in der politischen Gemeinde Thundorf im Schweizer Kanton Thurgau. Bis 1994 war Wetzikon mit dem Weiler Gass eine eigenständige Ortsgemeinde, die zur Munizipalgemeinde Lommis gehörte. Mit der Thurgauer Gemeindereform wurde Wetzikon 1995 der politischen Gemeinde Thundorf zugeschlagen.

## Geographie
Wetzikon liegt östlich von Frauenfeld auf einem Ausläufer des Immenbergs
auf 610 bis 620 Meter über Meer über dem steil abfallenden Nordhang des Lauchetals. Südwestlich vom Dorf steht auf dem Geländesporn über dem Chuetobel die Ruine der Burg Spiegelberg.

## Etymologie
Die ältesten Belege für den Ortsnamen stammen aus den Jahren 827 (Wezzinchova) und 830 (Wezinchova). Dieser ist (wie derjenige Wetzikons im Kanton Zürich) zusammengesetzt aus dem häufigen althochdeutschen Personennamen Wazo/Wezo und dem ebenfalls häufigen Ortsnamensuffix -(i)kofen (vor allem im Thurgau sowie in der westlichen Deutschschweiz verbreitet) beziehungsweise, der heutigen Namensform nach, mit dessen verkürzter Variante -(i)kon/-(i)ken (besonders in den Kantonen Zürich, Aargau und Luzern häufig), das auf eine Verschmelzung des Suffixes -ing- (etwa ‚bei den Leuten des Genannten‘) mit dem lokativisch gebrauchten Dativ Plural des Wortes hof ‚Hof, Besitz‘ zurückgeht.

## Geschichte

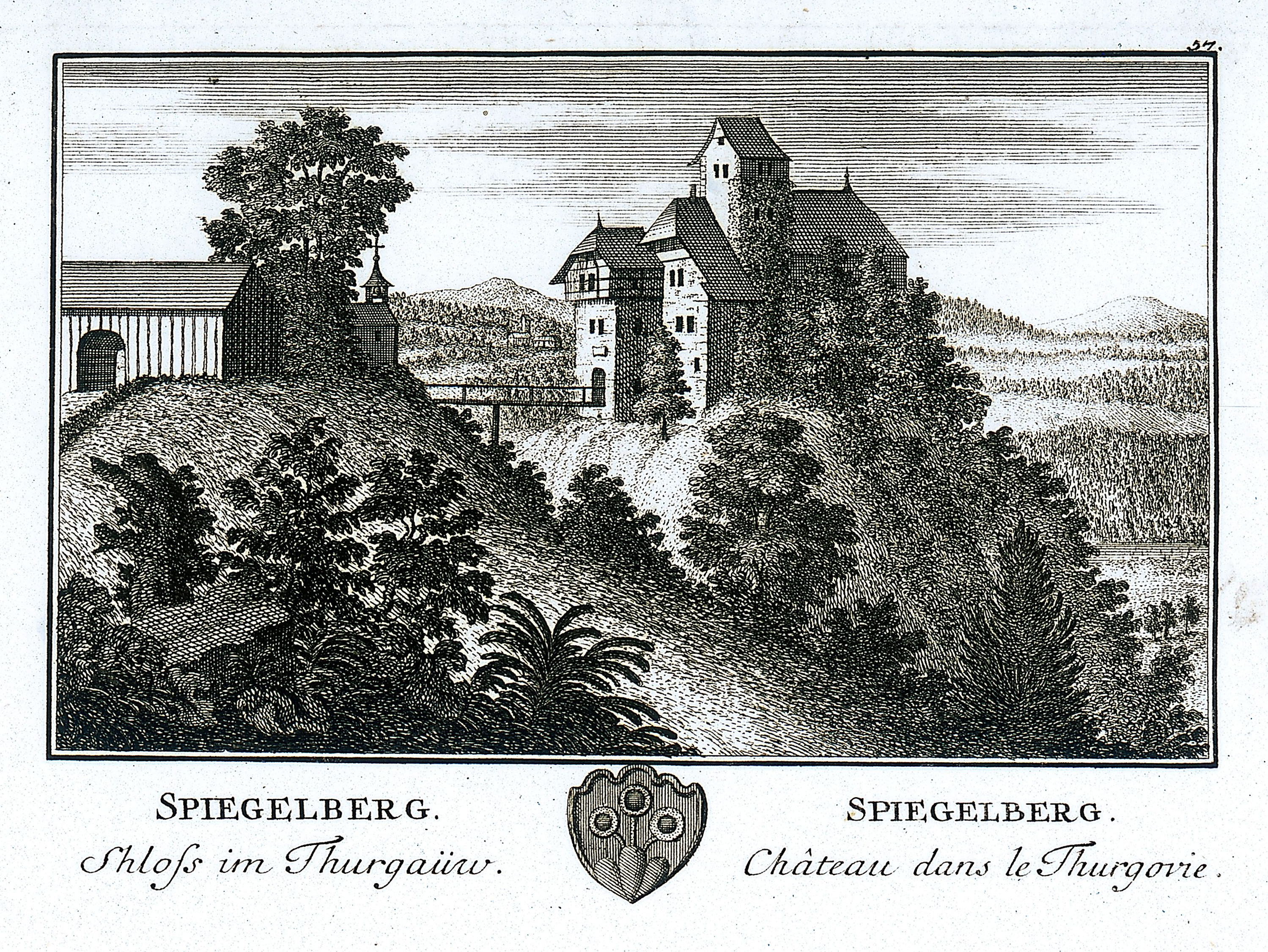
Burg Spiegelberg auf einem Kupferdruck von David Herrliberger, 1754

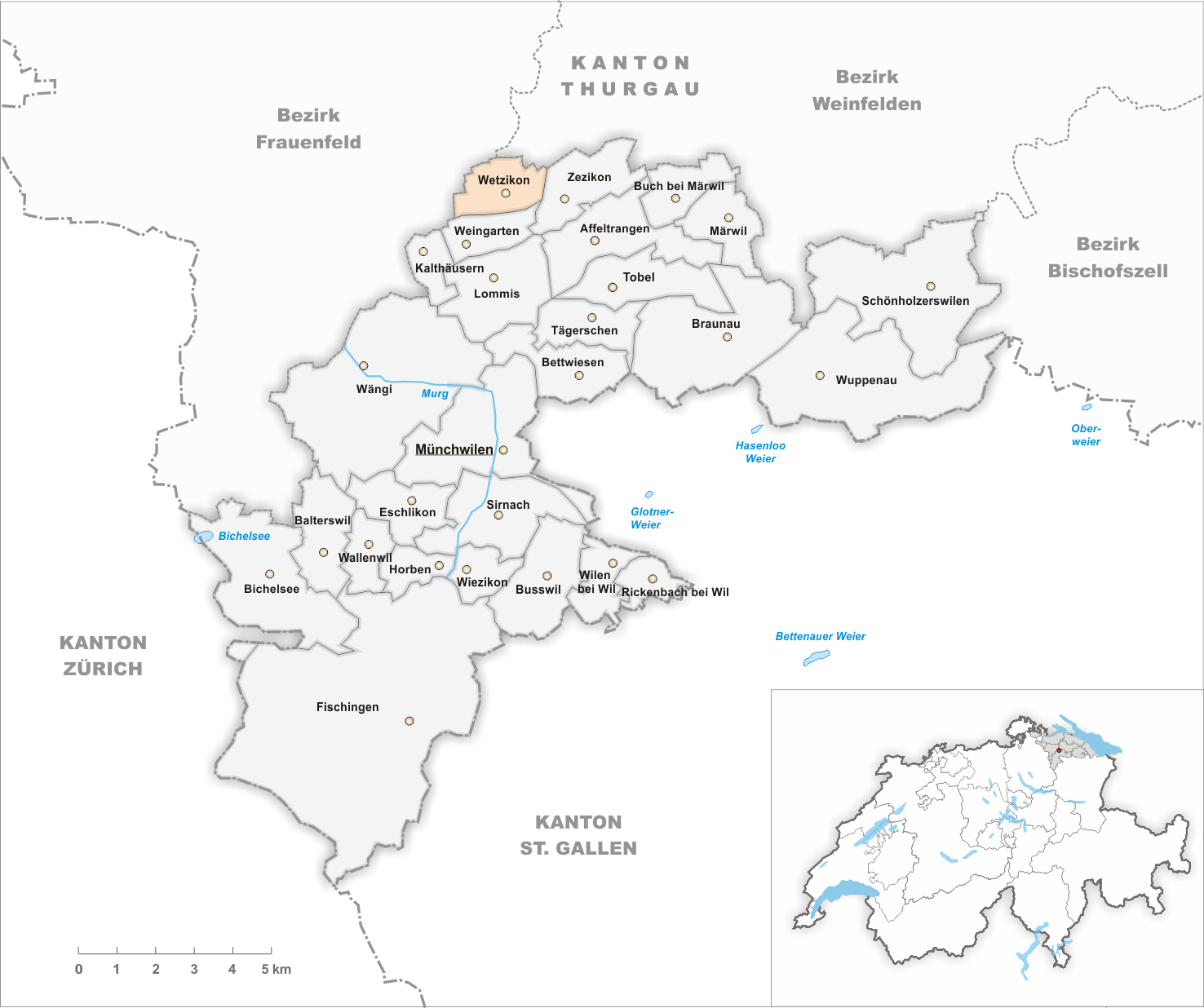
Gemeindestand vor der Fusion im Jahr 1995

Der Ort wurde 827 als Wezzinchova erstmals erwähnt. Im Hochmittelalter war Wetzikon ein Reichslehen, dann ein Lehen des Bischofs von Konstanz, das die Freiherren von Spiegelberg 1210 innehatten. 1376 besassen es die Grafen von Toggenburg, 1402 bis 1436 jene von Montfort. Mit der Herrschaft Spiegelberg kam das Dorf 1464 in die Hände der Herren Muntprat von Spiegelberg, von denen es 1468 eine Offnung (nach einer Fassung von 1465) erhielt. 1629 erwarb das Kloster Fischingen die Herrschaft und schlug Wetzikon dem Gericht Lommis zu, wo es bis 1798 verblieb.
Kirchlich teilte Wetzikon bis zur Reformation 1529 das Schicksal mit Lommis, danach schlossen sich die Reformierten Lustdorf an, die Katholiken verblieben bei Lommis.
Neben dem Acker-, Wiesen- und Obstbau wurde bis um 1900 auch Weinbau betrieben. Im 19. Jahrhundert richteten sich die Bauernbetriebe vermehrt auf Vieh- und Milchwirtschaft mit einer Käserei aus. Ab 1960 ersetzten Niederstammkulturen die Hochstammobstbäume. Die Landwirtschaft blieb die Haupterwerbsquelle.

## Wappen
Blasonierung: Weisser Adler auf blauem Grund.

## Bevölkerung

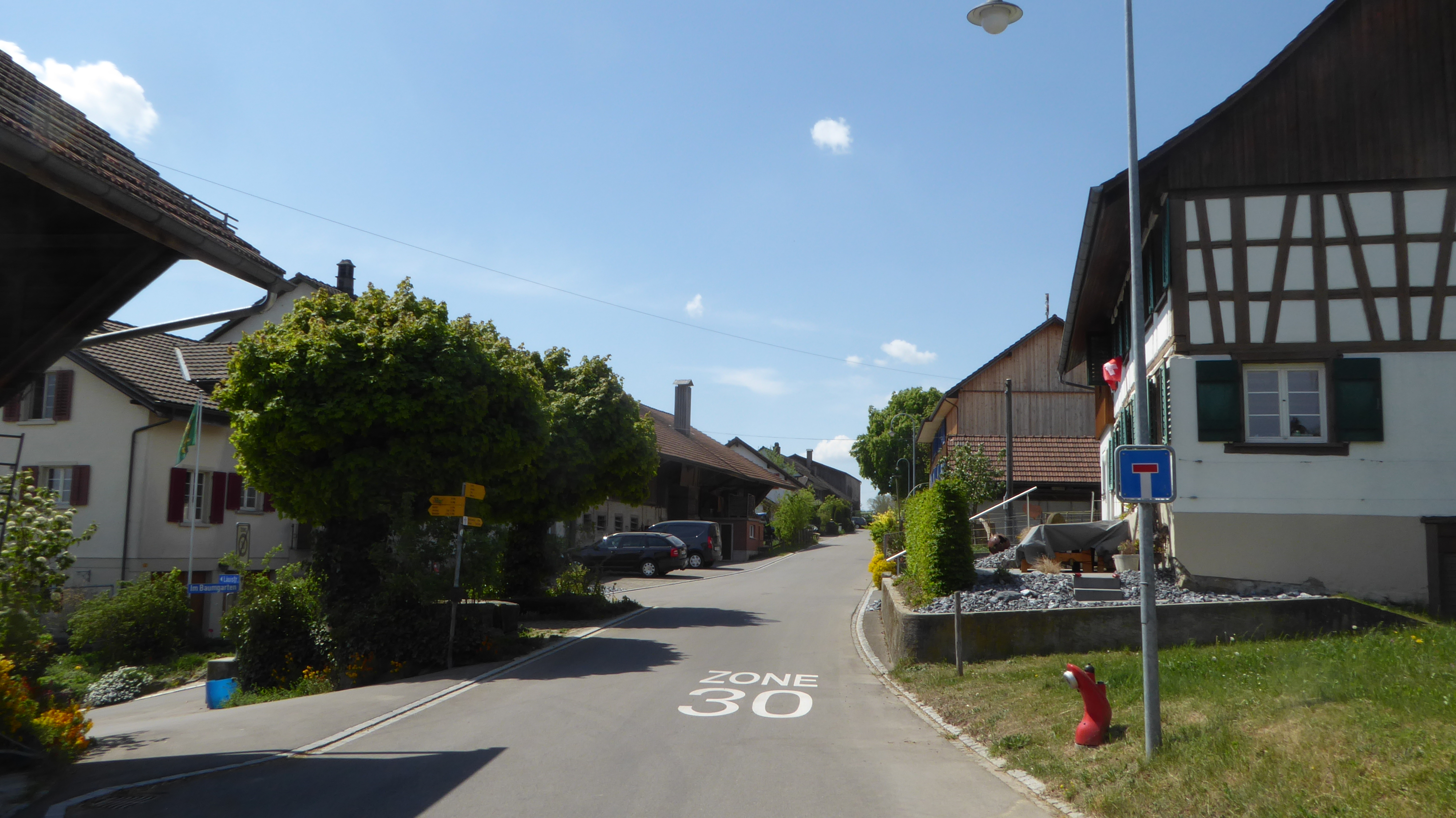
Ortszentrum

| Jahr         | 1831  | 1850  | 1900  | 1950  | 1990  | 2000  | 2010  | 2018  | 2023  |
| Ortsgemeinde | 169   | 162   | 120   | 114   | 79    |       |       |       |       |
| Ortschaft    |       |       |       |       |       | 86    | 97    | 113   | 123   |
| Quelle       | [ 4 ] | [ 4 ] | [ 4 ] | [ 4 ] | [ 4 ] | [ 6 ] | [ 7 ] | [ 2 ] | [ 8 ] |

## Sehenswürdigkeiten

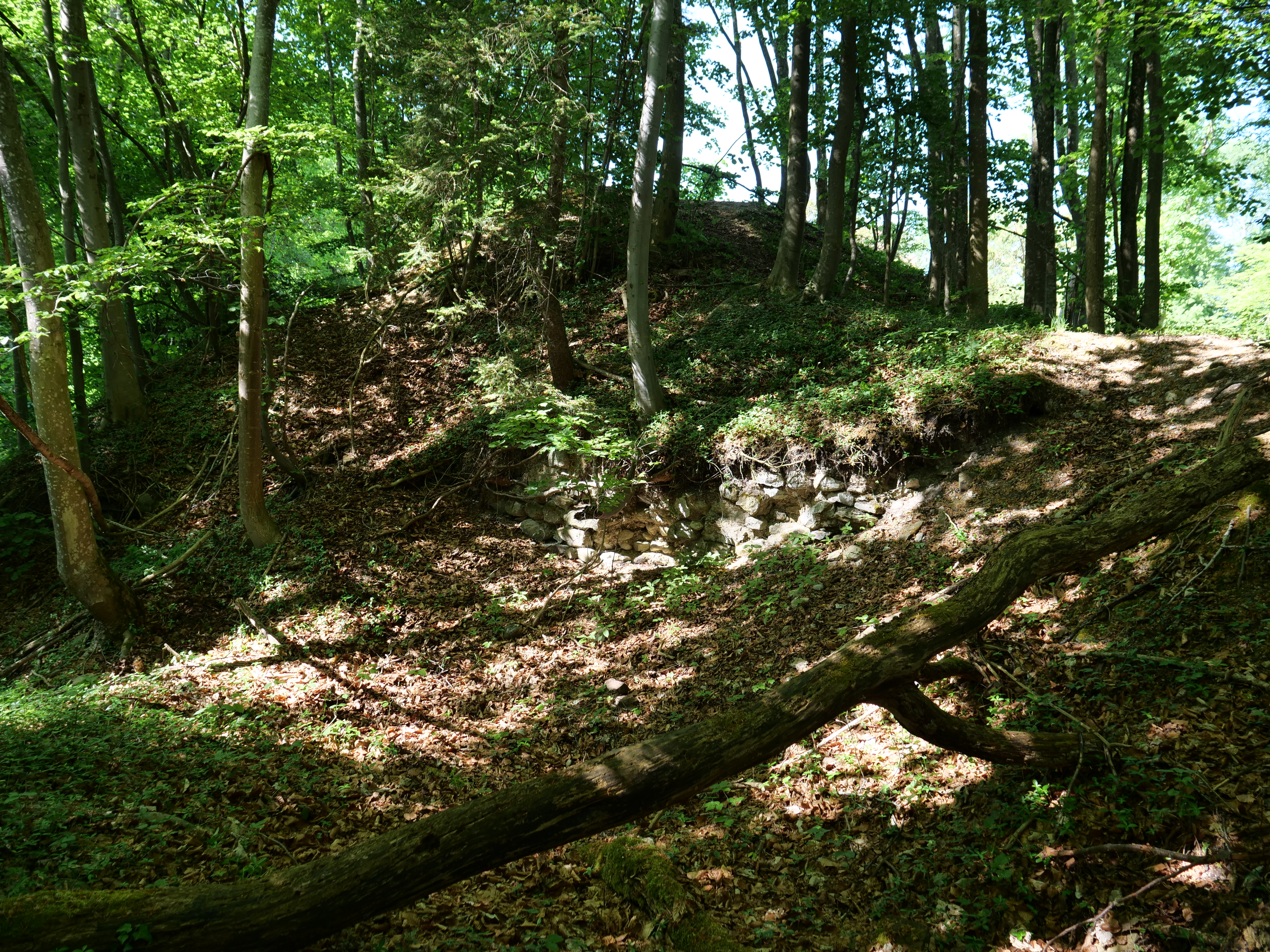
Spuren und Überreste der Burg Spiegelberg

Südwestlich von Wetzikon liegen die Ruinen der ehemaligen Burg Spiegelberg, die im 13. Jahrhundert durch die Freiherren von Spiegelberg gebaut wurde. Seit 1639 war die Burg im Besitz des Klosters Fischingen. Sie wurde 1821 mitsamt ihrer Kapelle abgebrochen. Die Ruine ist in der Liste der Kulturgüter in Thundorf aufgeführt.

## Persönlichkeiten
- Emil Kollbrunner (1846–1918), Gymnasiallehrer, Rektor, Redakteur, Politiker und Staatsschreiber des Kantons Thurgau